# NGC 6116
NGC 6116 (другие обозначения — UGC 10336, MCG 6-36-21, ZWG 196.32, KUG 1617+352, PGC 57800) — спиральная галактика (Sb) в созвездии Северная Корона.
Этот объект входит в число перечисленных в оригинальной редакции «Нового общего каталога».